# Peridium
Peridium är det skyddande lager som innesluter spormassan (gleban) hos svampar. Detta yttre skydd utgör ett igenkänningstecken hos bland annat röksvampar.

## Beskrivning
Beroende på arten kan peridiet variera från papperstunt till tjockt och gummiaktigt och till och med vara hårt. Peridiet består vanligtvis av ett till tre lager. Om det bara finns ett lager kallas det för peridium. Om det finns två lager, kallas det yttre lagret för exoperidium och det inre lagret för endoperidium. Om det finns tre lager, kallas dessa för exoperidium, mesoperidium och endoperidium.
I dess enklaste underjordiska form håller sig peridiet stängt tills sporerna är mogna. Även sedan sporerna mognat sker ingen särskild öppning, utan peridiet måste multna för att sporerna ska släppas fria.

### Röksvampar
För de flesta svampar är peridiet prytt med fjäll eller taggar. Hos arter som växer ovanför jorden under utvecklingsfasen, generellt kända som "röksvampar", är peridiet oftast differentierat i två eller fler lager, där det yttre lagret vanligen består av vårtor eller taggar, i motsats till det inre lagret, som är kontinuerligt och jämnt för att bevara sporerna. Ibland, som i fallet med släktet Geastrum (ett släkte av jordstjärnor), är antalet lager fler, och exoperidiet delar sig från spetsen till ett varierande antal spetsiga utskott. Det inre lagret håller dock ihop även hos dessa arter.

### Rottryfflar
Rottryfflar har vanligtvis endast ett peridium, som är 3–9 cm i diameter. Detta enda peridium är vanligtvis stelt och svålliknande; det är vitt när det är sektionerat men rosa när det är färskt. Ytan varierar från gulbrun till grådaskigt gul och har fjäll.

## Användning
Peridiet ges oftast ett specifikt namn hos vissa särskilda arter svampar. Peridiet hos underfamiljen Phalloideae kallas till exempel för volva. Peridiet kan också vara det yttre "boet" hos brödkorgsvampar.